# Apodemia palmerii
Apodemia palmerii är en fjärilsart som beskrevs av Edwards 1870. Apodemia palmerii ingår i släktet Apodemia och familjen Riodinidae. Inga underarter finns listade i Catalogue of Life.

## Bildgalleri

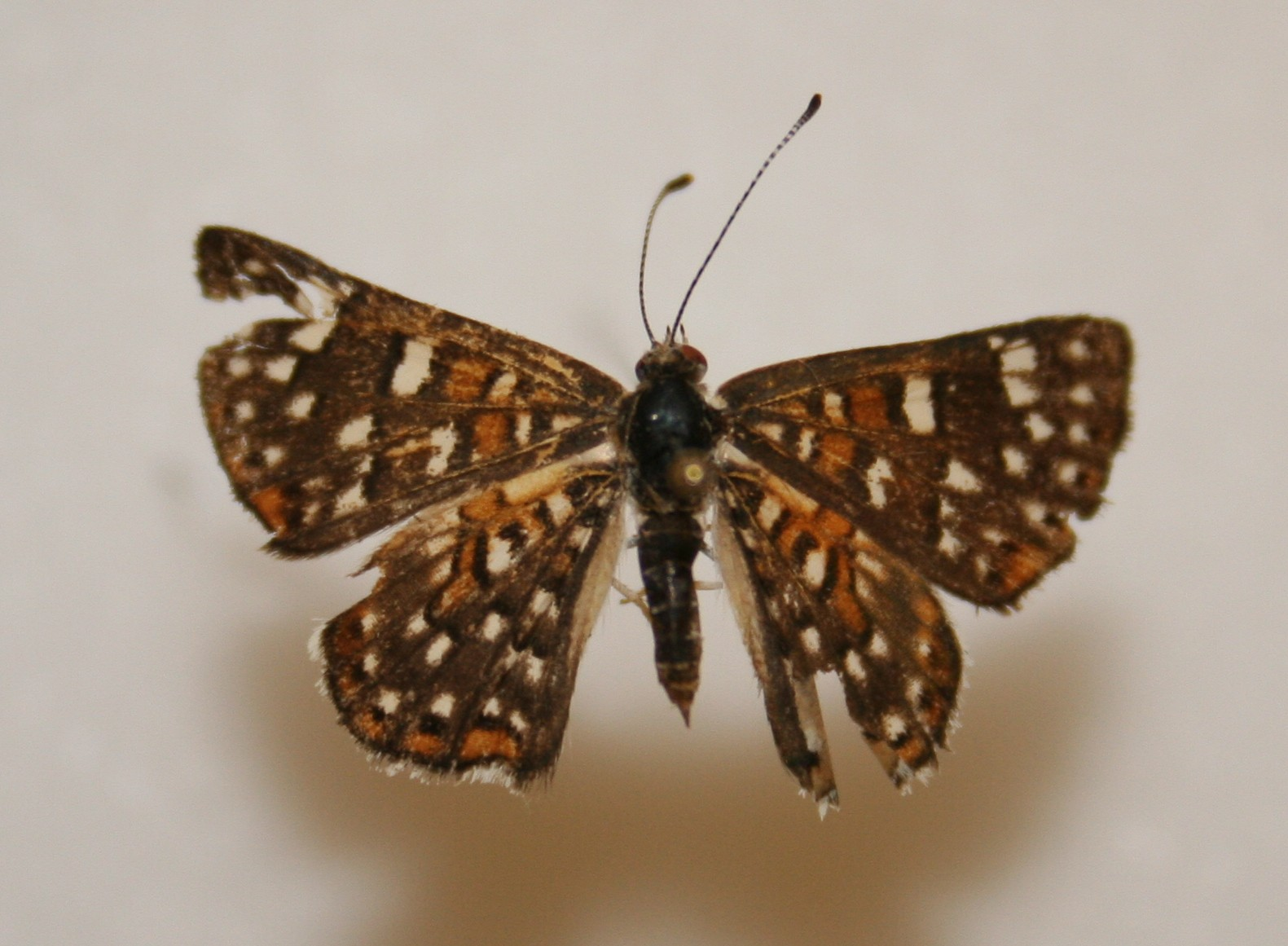